# Jugoslawische Armee im Vaterland

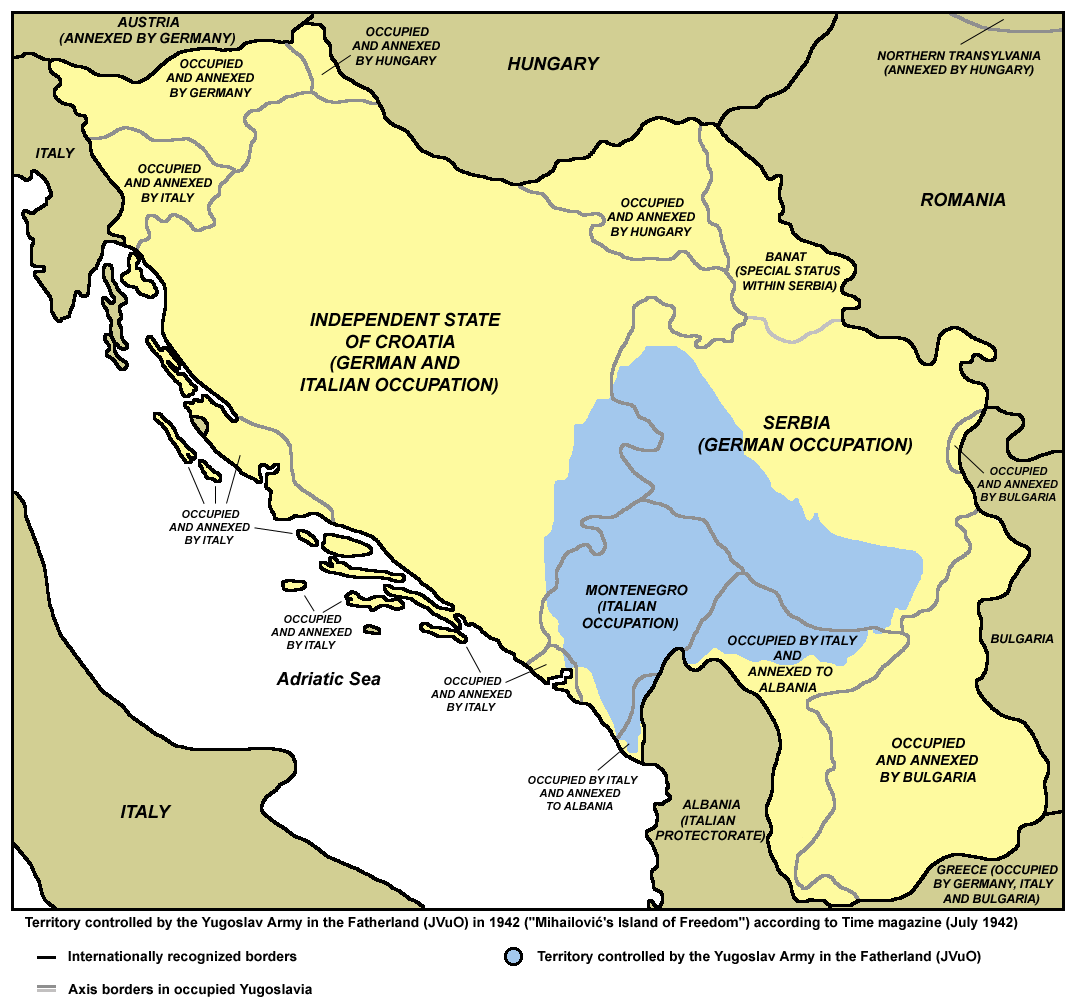
Operationsgebiet der „JVuO“ im Jahr 1942

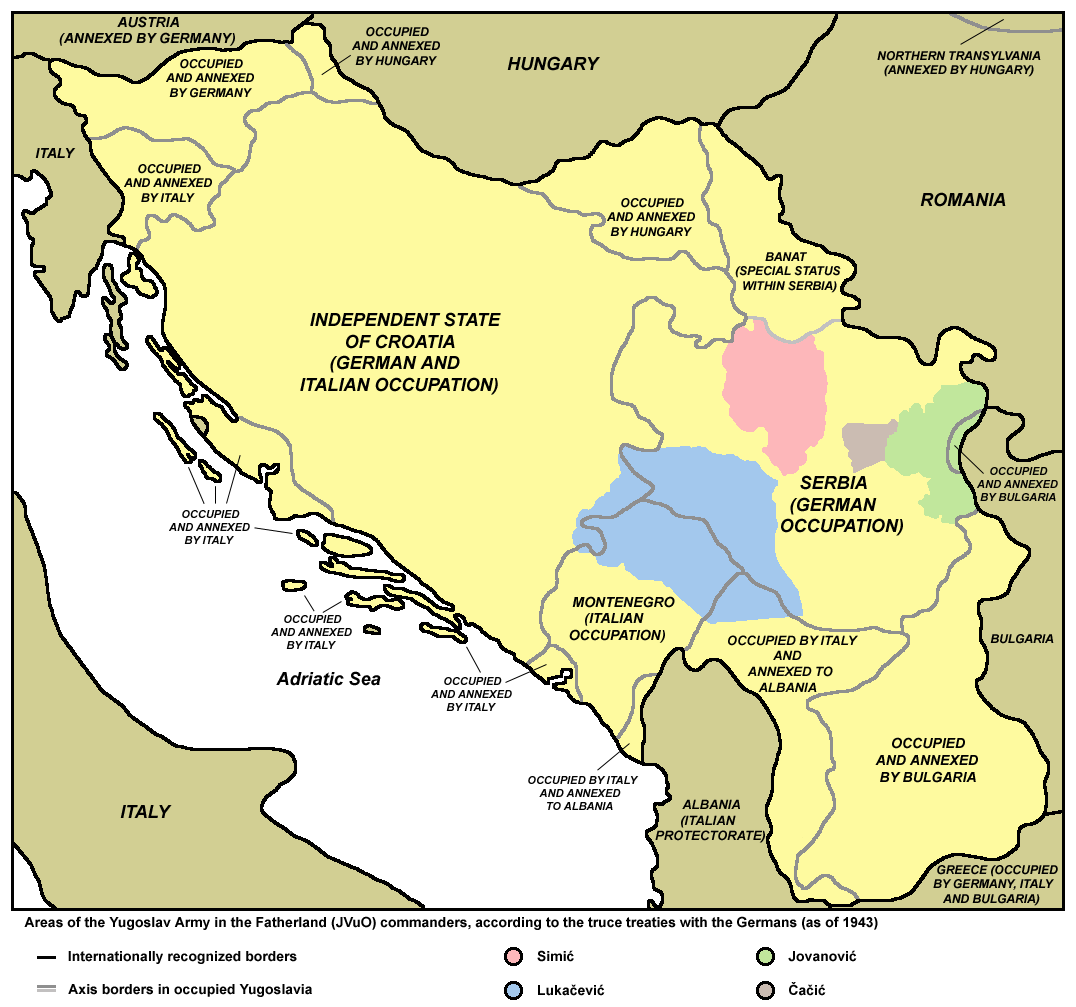
Operationsgebiet der „JVuO“ im Jahr 1943. Festgelegt in Absprache mit der deutschen Wehrmacht zur Bekämpfung der kommunistischen Partisanenbewegung.

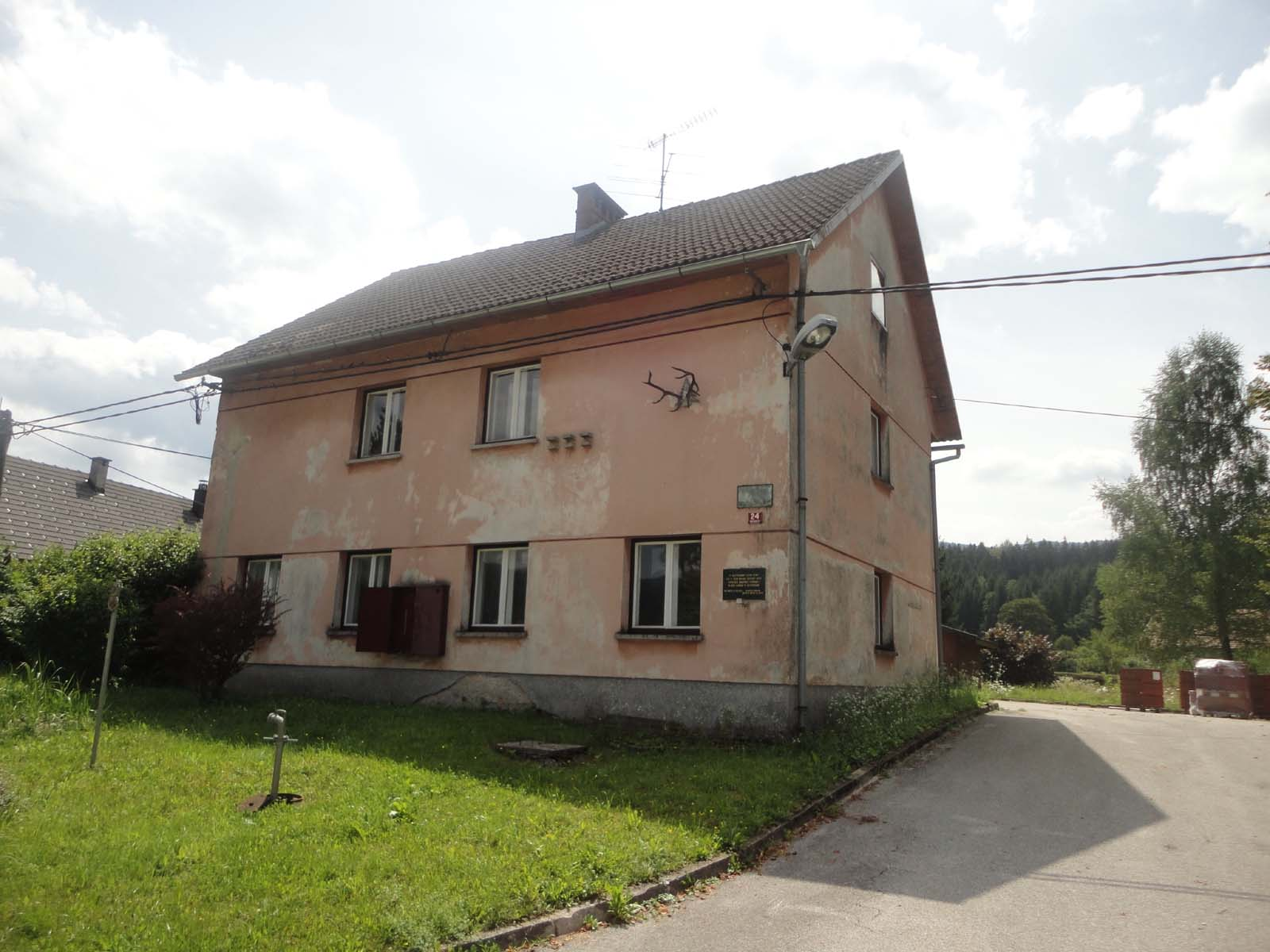
Haus des Gottscheers Rudolf Tschinkel in Masern (Grčarice), in welchem Tito-Partisanen im September 1943 einen Stützpunkt der „JVuO“ vernichteten

Jugoslawische Armee im Vaterland (serbisch Југословенска војска у отаџбини Jugoslovenska vojska u otadžbini, kurz JVuO, slowenisch Jugoslovanska vojska v domovini, kurz JVvD) war von 1942 bis 1944 die offizielle Selbstbezeichnung der von Dragoljub Mihailović geführten monarchistisch-nationalserbischen Tschetnik-Verbände. Im Allgemeinen konnte sich die Bezeichnung nicht durchsetzen. Ihr Operationsgebiet beschränkte sich hauptsächlich auf Serbien sowie die angrenzenden Gebiete Montenegros und Bosnien-Herzegowinas.
Während des Zweiten Weltkriegs wurde das Königreich Jugoslawien im Zuge des Balkanfeldzuges im Jahr 1941 von den Achsenmächten besetzt und aufgeteilt. Die 1941 unter Mihailović gegründeten Einheiten nannten sich zu Beginn „Tschetnik-Abteilungen der Jugoslawischen Armee“ (Četnički odredi jugoslovenske vojske) bzw. „Militär-Tschetnik-Einheiten“ (Vojno-četnički odredi).
Nachdem Kontakte zur königlich-jugoslawischen Exilregierung in London unter König Peter und den westlichen Alliierten hergestellt werden konnten, wurde Mihailović auf sein Ersuchen zum Kriegsminister und Oberbefehlshaber der „jugoslawischen Streitkräfte in Jugoslawien“ ernannt. Durch diese Anerkennung sah sich Mihailović als Vertreter des legitimen Widerstandes gegen die deutsche Besatzungsmacht in Jugoslawien bestätigt und wollte diese Anerkennung auf keinen Fall gefährden. Auch wollte Mihailović vermeiden, dass seine Guerilleros bloß als eine Freischärlertruppe gesehen würden und sich von anderen Tschetnik-Verbänden, wie dem von Kosta Pećanac, abgrenzen. So verbot er seinen Truppen bei disziplinärer Strafe die Selbstbezeichnung als Tschetnik, womit er aber wenig Erfolg hatte. 
Die „JVuO“ war in Kroatien kaum vertreten, unterhielt aber in Slowenien mehrere Einheiten im Untergrund, die von ihren Gegnern, den Partisanen der Osvobodilna Fronta, als „Blaugardisten“ (plavogardisti) bezeichnet wurden. Am 8. September 1943, bei der Bekanntgabe der Kapitulation Italiens, vernichteten Partisanen einen Großteil der slowenischen Tschetniks im seit 1941 verlassenen Dorf Masern (Grčarice) in der Gottschee.